# Хаттон, Мэттью (архиепископ Кентерберийский)
Мэттью Хаттон (англ. Matthew Hutton; 3 января 1693, Marske, Норт-Йоркшир — 18 марта 1758) — епископ Бангорский (1743—1747), архиепископ Йоркский (1747—1757), 85-й архиепископ Кентерберийский (1757—1758).

## Биография
Мэттью Хаттон был вторым сыном Джона Хаттона и его жены Сары (Хаттоны являлись прямыми потомками Мэттью Хаттона, архиепископа Йоркского в 1596—1606 годах). Мэттью посещал школу в Кирби Хилл, затем перевёлся в Рипонскую бесплатную школу. В 1710 году поступил в колледж Иисуса Кембриджского университета и учился там одновременно с Томасом Херрингом после которого впоследствии наследовал обе епископские и архиепископскую кафедру. В 1713 году окончил колледж и перешёл в Колледж Христа (Кембридж), где с 1717 по 1727 год состоял в числе преподавателей, в 1728 году получил степень доктора богословия.
В 1732 году Хаттон женился на Мэри Латмэн, дочери Генри Латмэна из Петуорта; у супругов родились две дочери, Дороти и Мэри.
В 1736 году, будучи королевским капелланом, Хаттон сопровождал Георга II во время визита в Ганновер; в качестве капеллана герцога Сомерсета также получил возможность стать ректором церквей в Траубридже и Споффорте (Йоркшир). Избранный каноником Виндзора, то есть вступив в клир домовой часовни Святого Георгия королевской резиденции — Виндзорского замка, в 1739 году Хаттон отказался от этой должности в пользу места пребендария Вестминстера, а в 1734 получил пребенду в Йорке. В 1743 году Хаттон занял Бангорскую епископскую кафедру, освободившуюся после перемещения Томаса Херринга в Йорк, а в 1747 году, после возвышения Херринга в архиепископа Кентерберийского, Хаттон унаследовал после него Йоркскую архиепископскую кафедру. В 1757 году, после смерти Херринга, он стал архиепископом Кентерберийским, но 18 марта 1758 года умер, так и не переехав в Ламбет из-за споров с душеприказчиками Херринга по вопросу плачевного состояния архиепископской резиденции (свой короткий период архиепископата Хаттон провёл в Вестминстере). Похоронен 19 марта 1758 года в Ламбетской приходской церкви.